# Johnny Berhanemeskel
Johnny Berhanemeskel (30 de octubre de 1992), es un baloncestista canadiense de 1.88 metros de altura y cuyo equipo es el Kazma SC de la liga de  Kuwait. Juega en la posición de escolta.

## Carrera deportiva
Es un jugador formado en los Ottawa Gee-Gees, donde jugaría desde 2010 hasta 2015.
Berhanemeskel jugó en la temporada 2015-16 en el TLU/Kalev a un gran nivel tanto en la liga doméstica como en la Baltic League, destacando por su capacidad anotadora con un gran porcentaje en tiros de tres. Promedió 17.6 puntos, 4.3 rebotes y 2.1 asistencias por partido.
En septiembre de 2016, firma por el Araberri Basket Club para jugar en Liga LEB Oro.
En julio de 2017 ficha por el Eisbären Bremerhaven de la BBL.
El 4 de julio de 2018 se hace oficial su fichaje por el Basket Zaragoza 2002 por dos temporadas.
En la temporada 2021-22, firma por el Chorale Roanne Basket de la Pro A francesa.
El 11 de agosto de 2022 firmó con el BC Budivelnyk de la European North Basketball League y la Champions League.
El 3 de agosto de 2023, firma por el BCM Gravelines-Dunkerque de la LNB Pro A.